# El Tule
El Tule è una municipalità dello stato di Chihuahua, nel Messico settentrionale, il cui capoluogo è la località omonima.
Conta 1.869 abitanti (2010) e ha una estensione di 469,68 km².
Il nome della località ricorda la grande abbondanza nella zona di cipressi.